# Gelindo Bordin
Gelindo Bordin (ur. 2 kwietnia 1959 w Longare) – włoski lekkoatleta maratończyk, mistrz olimpijski.

## Kariera sportowa
Pierwszym międzynarodowym sukcesem Bordina było zdobycie złotego medalu w biegu maratońskim na mistrzostwach Europy w 1986 w Stuttgarcie. Został brązowym medalistą na mistrzostwach  świata w 1987 w Rzymie.
Na igrzyskach olimpijskich w 1988 w Seulu Bordin od początku biegł w czołowej grupie. Na 5 kilometrów przed metą stopniała ona do 3 osób, medalistów mistrzostw świata w Rzymie: Douglasa Wakiihuri z Kenii, Ahmeda Salaha z Dżibuti i Bordina. Na 3 kilometry przed metą dwaj pierwsi oderwali się od Bordina, ale po 2 kilometrach Bordin ich dogonił i prześcignął, zostając mistrzem olimpijskim.
Obronił tytuł mistrzowski na mistrzostwach Europy w 1990 w Splicie. W tym samym roku wygrał Maraton Bostoński. Na mistrzostwach  świata w 1991 w Tokio zajął dopiero 8. miejsce, a biegu maratońskiego na igrzyskach olimpijskich w 1992 w Barcelonie nie ukończył po upadku na 30 kilometrze. W 1993 zakończył wyczynowe uprawianie lekkiej atletyki.